# Raïon de Aoukh
Le Raïon de Aoukh (tchétchène : Ӏовхойн кӀошт (russe : Ауховский район) était une unité administrative et territoriale de la République socialiste soviétique autonome du Daghestan, fondée en octobre 1943. Il représentait la zone d'implantation compacte de la population tchétchène d'Aoukh.

Fin février 1944, les Tchétchènes d'Aoukh, ainsi que les autres Tchétchènes et Ingouches de la RSSA tchétchène-ingouche, furent déportés en Asie centrale. Le district fut ensuite rebaptisé Raïon de Novolak (dissous selon d'autres sources),,,,. Une partie de l'ancien district fut incorporée au district voisin Raïon de Kazbek et repeuplée par les Avars du village d'Almak,. Le 23 février 1944, 14 500 Tchétchènes furent déportés du district d'Aoukh.
En 1991, il fut décidé de restituer au district d'Aoukh ses frontières de 1944, y compris les villages de Léninaoul et Kalininaoul. La population de Laks devait être relocalisée dans la zone de « Novostroï », au nord de Makhatchkala, où un nouveau district de Raïon de Novolak être créé.
En 2017, les autorités de la République du Daghestan ont adopté un nouveau programme de restauration du district d'Aoukh, dont la mise en œuvre est prévue d'ici 2025. Sur une période de sept ans, 12,4 milliards de roubles devaient y être consacrés, la majeure partie du financement provenant du budget fédéral.

## Structure territoriale
| Selsovet                  | Centre administratif | Nom russe                 | Nom tchétchène           | Zones peuplées                          | Population, 1939 |
| ------------------------- | -------------------- | ------------------------- | ------------------------ | --------------------------------------- | ---------------- |
| Aktash-Aoukh Selsovet     | Aktash-Aoukh         | Акташ-Аух, Пхарч-Аух      | Пхьарч-Ӏовх, Пхьарчхошка | Aktash-Aoukh, Bursun                    | 2519             |
| Alty-Mirsa-Yourt Selsovet | Alty-Mirsa-Yourt     | Алты-Мирза-Юрт, Алтмазюрт | Алтмирз-Йурт             | Alty-Mirsa-Yourt                        | 423              |
| Banai-Aoul Selsovet       | Banai-Aoul           | Банай-Аух, Банай-Аул      | Бони-Ӏовх, Бони-Эвла     | Banai-Aoul, Banai-Yourt, Iamansu        | 2590             |
| Bilt-Aoul Selsovet        | Bilt-Aoul            | Билт-Аух, Билт-Аул        | Билт-Ӏовх, Билт-Эвла     | Bilt-Aoul                               | 707              |
| Kishen-Aoukh Selsovet     | Kisheni-Aoukh        | Кешин-Аух, Кешин-Аул      | Кешен-Ӏовх, Кешен-Эвла   | Kisheni-Aoukh                           | 1113             |
| Minai-Tugai Selsovet      | Minai-Tugai          | Минай-Тугай, Мини-Атаги   | Мини-АтагӀа              | Minai-Tugai, Zandach, Dzuri, Bartchkhoï | 1105             |
| Yourt-Aoukh Selsovet      | Yourt-Aoukh          | Юрт-Аух, Ширча-Аух        | Ширча-Ӏовх               | Yourt-Aoukh                             | 1560             |
| Iariksu-Aoukh Selsovet    | Iariksu-Aoukh        | Ярыксу-Аух, Гачалка-Аух   | ГӀачалкъа                | Iariksu-Aoukh                           | 2056             |